# Jasper (Florida)
Jasper település az Amerikai Egyesült Államok Florida államában, Hamilton megyében, melynek megyeszékhelye is. Lakosainak száma 3621 fő (2020. április 1.).

## Népesség
A település népességének változása:

| 2010 | 4 546 |
| 2020 | 3 621 |